# Lillian Watson
Lillian Watson, nascida em 11 de julho de 1950) é uma ex-nadadora dos Estados Unidos, ganhadora de duas medalhas de ouro nos Jogos Olímpicos de Verão em 1964 e 1968.
Lillian Watson entrou no International Swimming Hall of Fame em 1984.